# Molophilus (Molophilus) telerhabdus
Molophilus (Molophilus) telerhabdus is een tweevleugelige uit de familie steltmuggen (Limoniidae). De soort komt voor in het Neotropisch gebied.